# Helen Mirren
Helen Mirren, właśc. Helen Lydia Mironoff (ur. 26 lipca 1945 w Londynie) – angielska aktorka teatralna, filmowa i telewizyjna. Czterokrotnie nominowana do Oscara: za Szaleństwo króla Jerzego (1994), Gosford Park (2001), Królową (2006, za rolę w tym filmie zdobyła statuetkę) oraz Ostatnią stację (2009). Jest także laureatką BAFTA, trzech Nagród Emmy, trzech Złotych Globów, dwa razy otrzymała nagrodę aktorską na MFF w Cannes i raz na MFF w Wenecji.

## Życiorys

### Wczesne lata
Jest córką Angielki i rosyjskiego arystokraty, którego rodzina w trakcie rewolucji październikowej przebywała w Anglii i zdecydowała się tam pozostać.

### Kariera
Po studiach aktorskich w Londynie i Paryżu grała na scenie National Youth Theatre, a później w teatrze Petera Brooka i w Royal Shakespeare Company, gdzie stworzyła szereg postaci w dramatach Williama Szekspira. W 1968 zagrała Hermię w ekranizacji Snu nocy letniej. Przez wiele lat łączyła pracę w teatrze z występami na ekranie.
W latach 70. była aktorką kina młodych gniewnych: zagrała w Dzikim Mesjaszu (1972) Kena Russella i w Szczęśliwym człowieku (1973) Lindsaya Andersona, w którym wcieliła się w postać Patricii, rozpieszczonej dziewczyny z bogatego domu, która wiąże się ze środowiskiem muzyków rockowych. Do jej największych atutów krytycy zaliczali bogactwo środków wyrazu, ekspresję i niejednoznaczność.
Nie unikała produkcji komercyjnych (thriller Długi Wielki Piątek z 1980 czy komedia Szatański plan doktora Fu Manchu także z 1980) oraz uznanych za skandalizujące, jak Kaligula (1979) Tinto Brassa czy Kucharz, złodziej, jego żona i jej kochanek (1989) Petera Greenawaya. Najważniejsze role stworzyła jednak w dramatach obyczajowych, głównie w Calu (1984) w roli doświadczonej włoskiej emigrantki, w której zakochuje się młody terrorysta, Wybrzeżu moskitów (1986) Petera Weira i Szaleństwie króla Jerzego (1994), w którym zagrała żonę obłąkanego króla Jerzego III – pierwszą z trzech ról królowych brytyjskich. W latach 1991–2006 wcielała się w rolę porucznik Jane Tennison w popularnym serialu telewizyjnym Główny podejrzany; za tę rolę została kilkakrotnie uhonorowana statuetkami Emmy i BAFTA.
Talent komediowy ujawniła w Dziewczynach z kalendarza (2003). Chętnie występuje również w ambitnych filmach telewizyjnych, jak Pasja Ayn Rand (1996), Losing Chase (1996), Rzymska wiosna pani Stone (2003) czy Elżbieta I (2006).
Jej ostatnie role filmowe charakteryzują się ascetyczną, zminimalizowaną formą; buduje postaci na drobnych gestach, spojrzeniu i tembrze głosu. W ten sposób stworzyła dwie najbardziej cenione kreacje: oschłej służącej w Gosford Park (2001) Roberta Altmana i nierozumianej przez swoich poddanych Elżbiety II w Królowej (2006) Stephena Frearsa.
W 2003 odznaczona Orderem Imperium Brytyjskiego klasy Dama Komandor (DBE), co upoważnia do używania tytułu szlacheckiego dame. Zasiadała w jury konkursu głównego na 61. MFF w Wenecji (2004).

### Życie prywatne
W 1997 wzięła ślub z Taylorem Hackfordem. Powiedziała, że nie zdecydowała się na posiadanie dzieci z powodu odrazy wobec ciąży.
W 2024 stworzono specjalną wersję lalki Barbie z podobizną aktorki.

## Filmografia

### Filmy fabularne
- 1967: Herostratus
- 1968: Sen nocy letniej (A Midsummer Night’s Dream) jako Hermia
- 1969: Age of Consent jako Cora Ryan
- 1972: Dziki Mesjasz (Savage Messiah) jako Gosh Boyle
- 1972: Miss Julie jako panna Julia
- 1973: Szczęśliwy człowiek (O Lucky Man!) jako Patricia
- 1974: The Changeling jako Beatrice-Joanna
- 1974: Coffin for the Bride jako Stella McKenzie
- 1975: The Applecart jako Orinthia
- 1975: Caesar and Claretta jako Claretta Petacci
- 1975: The Little Minister jako Babbie
- 1976: Hamlet jako Gertruda / Ofelia
- 1976: The Collection jako Stella
- 1977: The Country Wife jako pani Pinchwife
- 1978: Jak wam się podoba (As You Like It) jako Rosalind
- 1979: Kaligula (Caligola) jako Caesonia
- 1979: Blue Remembered Hills jako Angela
- 1979: S.O.S. Titanic jako stewardesa Mary Sloan
- 1979: The Quiz Kid jako Joanne
- 1979: Oresteia jako Cassandra
- 1980: Szatański plan doktora Fu Manchu[5] jako Alice Rage
- 1980: Długi Wielki Piątek jako Victoria
- 1980: Hussy jako Beaty
- 1981: Excalibur jako Morgana
- 1981: A Midsummer Night’s Dream jako Titania
- 1981: Mrs. Reinhardt jako pani Reinhardt
- 1982: Soft Targets jako Celia
- 1982: Cymbelin jako Imogen
- 1984: Cal jako Marcella
- 1984: 2010: Odyseja kosmiczna (2010) jako Tanya Kirbuk
- 1985: W poszukiwaniu cudów (Heavenly Pursuits) jako Ruth Chancellor
- 1985: Białe noce (White Nights) jako Galina Ivanova
- 1985: Coming Through jako Frieda von Richtofen Weekley
- 1986: Wybrzeże moskitów (The Mosquito Coast) jako matka
- 1987: Cause célèbre jako Alma Rattenbury
- 1988: Wyspa Pascaliego (Pascali’s Island) jako Lydia Neuman
- 1989: Kucharz, złodziej, jego żona i jej kochanek[6] jako Georgina Spica
- 1989: Red King, White Knight jako Anna
- 1989: When the Whales Came jako Clemmie Jenkins
- 1990: Wszystko dla gości (The Comfort of Strangers) jako Caroline
- 1990: Bethune: The Making of a Hero jako Frances Penny Bethune
- 1991: Tam, gdzie nie chadzają anioły (Where Angels Fear to Tread) jako Lilia Herriton
- 1991: Główny podejrzany (Prime Suspect) jako Jane Tennison
- 1992: Prime Suspect 2: Operation Nadine[7] jako detektyw Jane Tennison
- 1993: Nieuchwytny Jastrząb (The Hawk) jako Annie Marsh
- 1993: Prime Suspect 3 jako Jane Tennison
- 1994: Szaleństwo króla Jerzego (The Madness of King George) jako królowa Charlotte
- 1994: Książę Jutlandii (Prince of Jutland) jako królowa Geruth
- 1995: Główny podejrzany 4: Zagubione dziecko[8] jako Jane Tennison
- 1996: Prime Suspect 5: Errors of Judgment jako komisarz Jane Tennison
- 1996: Spirala przemocy (Some mother’s Son) jako Kathleen Quigley
- 1996: Pożegnanie z Chase (Losing Chase) jako Chase Phillips
- 1997: Intensywna terapia (Critical Care) jako Stella
- 1997: Kobieta z obrazu (Painted Lady) jako Maggie Sheridan
- 1998: Książę Egiptu (The Prince of Egypt) jako królowa (głos)
- 1999: Pasja Ayn Rand (The Passion of Ayn Rand) jako Ayn Rand
- 1999: Jak wykończyć panią T.? (Teaching Mrs. Tingle) jako pani Tingle
- 2000: Zielone palce (Greenfingers) jako Georgina Woodhouse
- 2001: Gosford Park jako pani Wilson
- 2001: Obietnica (The Pledge) jako doktor
- 2001: Ostatnia prośba (Last Orders) jako Amy
- 2001: Nie ma takiej rzeczy (No Such Thing) jako szefowa
- 2002: Georgetown jako Annabelle Garrison
- 2002: Od drzwi do drzwi (Door to Door) jako pani Porter
- 2003: Główny podejrzany 6: Ostatni świadek (Prime Suspect 6) jako Jane Tennison
- 2003: Rzymska wiosna Pani Stone[9] jako Karen Stone
- 2003: Dziewczyny z kalendarza (Calendar Girls) jako Chris
- 2004: Opowieść z życia lwów (Pride) jako Macheeba (głos)
- 2004: Rozrachunek (The Clearing) jako Eileen Hayes
- 2004: Mama na obcasach (Raising Helen) jako Dominique
- 2005: Zawód zabójca (Shadowboxer) jako Rose
- 2006: Królowa (The Queen) jako Królowa Elżbieta II
- 2006: Główny podejrzany 7: Końcowy akt[10] jako detektyw Jane Tennison
- 2007: Skarb narodów: Księga tajemnic[11] jako Emily Appleton
- 2008: Atramentowe serce (Inkheart) jako Elinor Loredan
- 2009: Stan gry (State of Play) jako Cameron Lynne
- 2009: Ostatnia stacja (The Last Station) jako Zofia Tołstoj
- 2010: Dług (The Dept) jako Rachel Singer
- 2010: Ranczo miłości (Love Ranch) jako Grace Botempo
- 2010: Red jako Victoria
- 2010: Burza (The Tempest) jako Prospera
- 2010: W Brighton (Brighton Rock) jako Ida
- 2010: Legendy sowiego królestwa: Strażnicy Ga’Hoole[12] jako Nyra (głos)
- 2011: Arthur jako Hobson
- 2012: Zamknięte drzwi (The Door) jako Emerenc
- 2012: Hitchcock jako Alma Reville
- 2013: Red 2 jako Victoria
- 2013: Phil Spector jako Linda Kenney Baden
- 2013: Uniwersytet potworny (Monsters University) jako dziekan Hardscrabble (głos)
- 2014: Podróż na sto stóp (The Hundred-Foot Journey) jako madame Mallory
- 2015: Złota dama (Woman in Gold) jako Maria Altmann
- 2015: Niewidzialny wróg (Eye in the Sky) jako pułkownik Katherine Powell
- 2015: Trumbo jako Hedda Hopper
- 2017: Ella i John jako Ella
- 2017: Szybcy i wściekli 8
- 2018: Dziadek do orzechów i cztery królestwa jako matka Ginger
- 2019: Berlin, I Love You jako Margaret
- 2019: Anna jako Olga
- 2019: Szybcy i wściekli: Hobbs i Shaw[13] jako Queenie
- 2019: Kłamstwo doskonałe (The Good Liar) jako Betty McLeish
- 2023: Golda jako Golda Meir, premier Izraela

### Seriale telewizyjne
- 1974: Thriller jako Stella MacKenzie
- 1985: Strefa mroku (The Twilight Zone) jako Betty
- 1987: Faerie Tale Theatre jako księżniczka Emilia
- 1998: Tracey bierze na tapetę... (Tracey Takes On...) jako profesor Horen
- 2004: Frasier jako Babette (głos)
- 2005: Brygada ratunkowa (Third Watch) jako Annie Foster
- 2005: Elżbieta I (Elizabeth I) jako królowa Elżbieta I
- 2009, 2013: National Theatre Live jako Phèdre / Elżbieta II
- 2012: Glee jako Becky Inner (głos, niewymieniona w czołówce)
- 2021: Solówki jako Peg (sezon 1 odc 3)
- 2022: 1923 jako Cara Dutton

### Filmy animowane
- 1995: Królowa Śniegu jako królowa Śniegu

## Nagrody i nominacje
- Oscar:
  - 1994 – nominacja Najlepsza aktorka drugoplanowa za Szaleństwo króla Jerzego
  - 2001 – nominacja Najlepsza aktorka drugoplanowa za Gosford Park
  - 2006 – Najlepsza aktorka pierwszoplanowa za Królową
  - 2009 – nominacja Najlepsza aktorka pierwszoplanowa za Ostatnia stacja
- Złoty Glob:
  - 1996 – nominacja Najlepsza aktorka w miniserialu lub filmie tv za Pasję Ayn Rand
  - 1996 – Najlepsza aktorka w miniserialu lub filmie tv za Losing Chase
  - 2001 – nominacja Najlepsza aktorka drugoplanowa za Gosford Park
  - 2002 – nominacja Najlepsza aktorka w miniserialu lub filmie tv za Od drzwi do drzwi
  - 2003 – nominacja Najlepsza aktorka w filmie tv za Rzymska wiosna pani Stone
  - 2003 – nominacja Najlepsza aktorka w miniserialu lub filmie tv za Prime Suspect
  - 2003 – nominacja Najlepsza aktorka w komedii za Dziewczyny z kalendarza
  - 2006 – Najlepsza aktorka w miniserialu lub filmie tv za Elżbietę I
  - 2006 – Najlepsza aktorka w dramacie za Królową
  - 2009 – nominacja Najlepsza aktorka w dramacie za Ostatnia stacja
  - 2013 – nominacja Najlepsza aktorka w dramacie za film Hitchcock
  - 2014 – nominacja Najlepsza aktorka w miniserialu lub filmie tv za film Phil Spector
  - 2015 – nominacja Najlepsza aktorka w komedii lub musicalu za Podróż na sto stóp
  - 2018 – nominacja Najlepsza aktorka w komedii lub musicalu za film Ella i John

- BAFTA:
  - 1984 – nominacja Najlepsza aktorka pierwszoplanowa za Cal
  - 1995 – nominacja Najlepsza aktorka pierwszoplanowa za Szaleństwo króla Jerzego
  - 2001 – nominacja Najlepsza aktorka drugoplanowa za Gosford Park
  - 2006 – Najlepsza aktorka pierwszoplanowa za Królową
  - 2013 – nominacja Najlepsza aktorka pierwszoplanowa za film Hitchcock
- Nagroda Emmy:
  - 1996 – Najlepsza aktorka w miniserialu lub filmie tv za Pasję Ayn Rand
  - 2003 – Najlepsza aktorka w miniserialu lub filmie tv za Prime Suspect
  - 2006 – Najlepsza aktorka w miniserialu lub filmie tv za Elżbietę I
  - 2007 – Najlepsza aktorka w filmie tv za Prime Suspect: The Final Act[14]
  - 2013 – nominacja Najlepsza aktorka w miniserialu lub filmie tv za film Phil Spector
- Nagroda dla najlepszej aktorki na MFF w Cannes:
  - 1994 – Szaleństwo króla Jerzego
  - 1984 – Cal
- Puchar Volpiego dla najlepszej aktorki na 63. MFF w Wenecji:
  - 2006 – Królowa